# Готалс, Анджела
А́нджела Бе́тани Гота́лс (англ. Angela Bethany Goethals; 20 мая 1977, Нью-Йорк, Нью-Йорк, США) — американская актриса

.

## Биография и карьера
Готалс родилась в семье учительницы. Дебютировала на Бродвее в «Прибрежных беспорядках» в 1987 году, а позже стала известна своей ролью в фильме «Один дома» (1990), где сыграла сестру персонажа Маколея Калкина. В течение 1990-х годов, Готалс снялась в нескольких независимых фильмах и телевизионных шоу, включая главную роль в комедии «Феном» (1993), а также небольшую роль в «Джерри Магуайре» (1996).
В 1999 году Готалс окончила колледж Вассара со степенью бакалавра по французскому языку, прежде чем вернуться в актёрство. В 2005 году она получила гостевую роль в телесериале «24 часа», а также получила признание и критическое признание за её главную роль в фильме «За маской: Восстание Лесли Вернон» (2006).
С 2005 года Анджела замужем за актёром Расселлом Содером. У супругов есть дочь (род. 2012).

## Избранная фильмография
| Год  |   | Русское название           | Оригинальное название          | Роль                  |
| ---- | - | -------------------------- | ------------------------------ | --------------------- |
| 1988 | ф | Отель разбитых сердец      | Heartbreak Hotel               | Пэм Вулф              |
| 1990 | ф | Один дома                  | Home Alone                     | Линни МакКаллистер    |
| 1991 | ф | В. И. Варшавски            | V.I. Warshawski                | Кэт                   |
| 1996 | ф | Джерри Магуайер            | Jerry Maguire                  | Кэти Сандерс          |
| 2002 | ф | В чужом ряду               | Changing Lanes                 | Сара Уиндзор          |
| 2004 | с | Клиент всегда мёртв        | Six Feet Under                 | Синди                 |
| 2004 | с | Без следа                  | Without a Trace                | Келли Коркоран        |
| 2004 | ф | Испанский английский       | Spanglish                      | Гвен                  |
| 2005 | с | 24 часа                    | 24                             | Майя Дрисколл         |
| 2005 | с | Анатомия страсти           | Grey's Anatomy                 | Келли Рош             |
| 2005 | с | C.S.I.: Место преступления | CSI: Crime Scene Investigation | Сьюзи Гейблс          |
| 2006 | с | Расследование Джордан      | Crossing Jordan                | Дебора, жена Квентина |
| 2007 | с | Юристы Бостона             | Boston Legal                   | Офицер Эллен Белотт   |
| 2009 | с | Жизнь как приговор         | Life                           | Пэтти Йорк            |
| 2010 | с | Закон и порядок            | Law & Order                    | Мора Скотт            |
| 2010 | с | Дорогой доктор             | Royal Pains                    | Джинни                |